# Zalissia Persze
Zalissia Persze, do 1945 Frydrowce (ukr. Залісся Перше) – wieś na Ukrainie, w rejonie kamienieckim obwodu chmielnickiego. W XIX w. w gminie Orynin.